# Севен ап
Севен ап (енгл. 7 Up) је бренд безалкохолног пића са укусом лимуна и лимете које не садржи кофеин. Власник бренда је Keurig Dr Pepper у Сједињеним Америчким Државама и 7 up international у остатку света. Лого бренда у САД садржи црвени круг између "7" i "Up"; овај црвени кружић је анимиран и коришћен као маскота бренда Кул Спот. Пре тога, маскота је био измишљени лик по имену Фидо Дидо ког су направиле Џоана Ферон и Сју Роуз. И даље се користи ван САД за прављење 
ретро чаша.

## Историја
Севен ап је направио Чарлс Лајпер Григ, који је отворио своју компанију у Сент Луису The Хауди Корпорејшн (енгл. Howdy Corporation) 1920. године. Григ је смислио формулу за безалкохолно пиће са укусом лимуна и лимете 1929. године. Производ је лансиран две недеље пре краха берзе 1929. године. До 1948. године у саставу је имао и литијум-цитрат, лек за уравнотежавање расположења.
Постоји мит да име Севен ап потиче од чињенице да је pH вредност пића преко 7, чиме је базно. Међутим, ово није тачно јер је pH вредност пића око 3,79 и оно је кисело, слично другим пићима ове врсте. Право порекло имена је непознато, иако Бритвик тврди да име потиче од седам кључних састојака пића, док други тврде да је број шифрована порука за литијум који се налазио у првобитном рецепту, а који има атомску масу око 7. Бритвик такође тврди да је име резултат пуњења пића у боце од седам унци (Кока кола и већина других безалкохолних пића су се сипала у боце од шест унци). Севен ап је био приватна компанија чији су власци биле породице оснивача, све до 1978. када је продата Филипу Морису, који је 1986. продао у два дела - интернационални део Пепсику (енгл. Pepsico) , а део у САД инвестиционој фирми Хикс и Хас (енгл. Hicks & Haas) . У САД Севен ап се спојио са Доктор Пепер (енгл. Dr Pepper)1988, а 1995. Швепс (енгл. Schweppes) је купио целокупну компанију. Доктор Пепер се одвојио од Швепса 2008. и спојио са Кјуриг Грин Моунтином (енгл. Keurig Green Mountain) 2018. године тако створивши Кјуриг Доктор Пепер (енгл. Keurig Dr Pepper).

## Употреба
Најчешће се пије са ледом, али је и врло популаран састојак коктела који имају укус лимуна или лимете, од којих је најпопуларнији Севен енд Севен (Сиграмс Севен Краун виски и Севен ап). Севен ап се такође користи и као састојак безалкохолних коктела. 

## Формула
Севен ап је неколико пута променио формулу од свог лансирања 1929. године. Верзија из 2006. године у САД је направљена тако да може да се рекламира као  "100% природан„. Ово је постигнуто избацивањем хелационог агенса етилендиаминтетрасирћетне киселине и заменом тринатријум цитрата калијум цитратом да би се смањила концентрација натријума у пићу. Ова нова формула не садржи воћни сок и у САД је заслађена високофруктозним кукурузним сирупом. Процес производње овог сирупа је навео интересне групе и јавно здравство да траже да се реклама промени. Центар за Науку од Јавног Интереса (енгл. Center for Science in Public Interest - CSPI) је 2007. године претио да тужи Севен ап и после тога је објављено да се Севен ап неће више рекламирати као  "100% природан„. Уместо тога, сада се рекламира као производ који има 100% природне ароме. Полемика се не односи на друге државе, нпр. Уједињено Краљевство где се високоглуктозни кукурузни сируп углавном не користи у храни и пићу, укључујући и Севен ап. 2007. године, Севен ап је почео да рекламира нову верзију пића Севен ап Ретро, која садржи шећер уместо високоглукозног кукурузног сирупа. На паковању пише да је пиће направљено од правог шећера. 

## Варијанте
Севен ап тен (енгл. 7 Up ten) лансиран 2013. године заједно са 10 других најпознатијих варијанти Доктор Пепер/Севен ап пића које садрже само десет калорија. Ово пиће је микс у чији састав улазе високофруктозни кукурузни сируп заједно са аспартамом и калијум ацесулфамом као заслађивачима.
Тропикал Севен ап (енгл.Tropical 7 Up) лансиран 2014. године на ограничен временски период, али се вратио 2015. године са новим бреднингом. Има укус ананаса и манга. 
Севен ап Ретро (енгл. 7 Up Retro) Ово је формула из 2011. године која у себи има шећер уместо заслађивача. Лансиран је у финалној епизоди америчког ТВ програма Д Апрентис (енгл. The Apprentice). Сипа се у лименке од 12 унци које имају ретро диско куглу из 1970-их као лого или у стаклене боце од 12 унци са етикетом сличном првобитној из 1929. године.
Дајет Севен ап (енгл. Diet 7 Up) овај дијетални напитак је првобитно лансиран 1963. године под називом Лајк (енгл. Like), али је укинут 1969. године јер је америчка влада забранила употребу натријум цикламата за вештачко заслађивање. После промене формуле, поново се појављује на тржишту као Дајет Севен ап 1970. године. Име му је промењено у Севен ап без шећера 1973. године, али је опет враћено у Дајет Севен ап 1979. године. Дајет Севен ап је поново реформулисан и рекламиран као пиће заслађено сукралозом. Ипак листа састојака је сада гласила: филтрирана газирана вода, природне ароме, лимунска киселина, калијум цитрат, калијум бензоат, аспартам, ацесулфам калијум, динатријум калцијума ЕДТА. С друге стране,листа састојака Дајет Севен ап са сукралозом је требало да буде: филтрирана газирана вода, природне ароме, лимунска киселина, калијум цитрат, калијум бензоат, динатријум калцијума ЕДТА, калијум ацесулфам, сукралоза. Компанија Севен ап тврди да су се вратили на аспартам јер се према њиховом међународном истраживању, љубитељима њиховог пића више свиђао укус са аспартамом.
Чери Севен ап (енгл. Cherry 7 Up) варијанта са укусом вишње, лансирана 1987. године. Чери Севен ап је у САД имао ову листу састојака: газирана вода, кукурузни сируп са високим садржајем фруктозе, лимунска киселина, природна и вештачка арома, калијум бензоат, црвена боја. Један од састојака природних и вештачких арома је сок од јабуке. Верзија која се продавала у САД је била розе боје и сипана је у провидне стаклене флаше, док је верзија за остатак света безбојна и сипа се у стаклене флаше розе боје. Састав и назив су му промењени 2008. године у Чери Севен ап Антиоксидант (енгл. Cherry 7 Up Antioxidant). Садржи 10% препорученог дневног уноса витамина Е у паковању од 8 унци (4,2% у паковању од 100 ml). Новембра 2012. године компанија Севен ап је прекинула производњу овог производа да би направила нову формулу до 2013. године. Такође су изјавили да ова одлука нема везе са тужбом, већ да би се осигурала доследност широм света.
Дајет Чери Севен ап (енгл. Diet Cherry 7 Up) Дајет Чери Севен ап се недавно поново појавио на тржишту због велике потражње након престанка производње због новог Севен ап Plus Cherry укуса. Састојци су: филтрирана газирана вода и 2% или мање сваког од следећег: лимунска киселина, природне и вештачке ароме, калијум бензоат, аспартам, калијум цитрат, ацесулфам калијум, црвена боја. Фенилкетонурика: садржи фенилаланин.
Оринџ Севен ап (енгл. Orange 7 Up): Овај укус је кратко био доступан у Норвешкој средином 1990.-тих година. Лансиран у истом периоду са Севен ап са укусом малине. Било је прозирно пиће са укусом лимуна, лимете и поморанџе. Компанија је престала са производњом овог производа после 2-3 године. Данас Оринџ Севен ап је могуће купити у Аустрији, а од 2014. године и у Холандији.
Распбери Севен ап (енгл. Raspberry 7 Up) Овај укус је на кратко био доступан у Норвешкој и Данској (могуће и у другим деловима Европе) током касних 1980.-тих година. Лансиран је у истом периоду као и Orange Севен ап. Било је прозирно пиће са укусом лимуна, лимете и малине. Повучено је са европског тржишта после 2-3 године, али се и даље може наћи у неколико југоисточних земаља Азије као што је Сингапур. 
Севен ап Фри (енгл. 7 Up Freе) Севен ап Фри се продаје на Исланду, у Уједињеном Краљевству, Ирској, Шпанији, Норвешкој, Финској, Аргентини, Уједињеним Арапским Емиратима, Уругвају, Пакистану, Холандији, Француској и Немачкој. Не садржи кофеин, шећер, вештачке боје ни конзервансе и рекламира се да има природне ароме лимуна и лимете, слично „100% природној” америчкој верзији. Садржи комбинацију вештачких заслађивача и 8 година је била једина верзија пића у Норвешкој. Недостатак уобичајене рекламе за „0% шећера” збуњује норвешке потрошаче, који га често купују не знајући да купују производ са вештачким заслађивачима. У Уједињеном Краљевству Севен ап Фри се продавао у боци од 600 ml, уместо оне од 500 ml од раних 2010.-тих година. Ово је део кампање у оквиру које се производи без шећера сипају у веће боце. 
Севен ап Лајт (енгл. 7 Up Light) на међународном тржишту, Пепсико продаје Севен ап Лајт као дијателну верзију Севен апа. 
Севен ап Лајм (енгл.7 Up Limе) се продаје у САД и Аргентини. У САД је слабији и мање газиран. У Аргентини је више газиран и има 5% сока лимете. 
Севен ап Чери (енгл. 7 Up Cherry) је варијанта тренутно доступна у Уједињеном Краљевству и Француској. Ово је другачије пиће од Чери Севен апа и прави се по другачијој рецептури. 
Севен ап Ривајв (енгл. 7 UP Revive) је варијанта Севен апа која је продаје у Индији (од 2015. године) и Лаосу и рекламира се као хидротоник.
Солтед Лемон Севен ап (енгл. Salted Lemon 7 Up) је пиће из Хонгконга које се прави од усољеног лимуна и Севен апа. Врло је популарно пиће и може се наћи у pai dong и cha chaan teng. Такође, добиило је признање летњег пића Хонгконга од Кетеј Пацифик Дисковерија (енгл. Cathay Pacific Discovery).
Севен ап Мохито Укус (енгл. 7 Up Mojito Flavour) Овај укус је лансиран у Француској, а доступан је и у Уједињеном Краљевству и Ирској од 2016. године. Верзија која се продаје у Уједињеном Краљевству се базира на Севен ап Фрију и не садржи шећер, вештачке боје и кафетин.

### Сосеви за роштиљ и маринаде
Швепс је 2007. године направио партнерство са Вита Фуд Продактсом (енгл. Vita Food Products) да би произвео линију сосева за роштиљ и маринада са укусима Севен апа, Доктор Пепера и А&В коренског пива (енгл. A&W Root Beer.).

### Производи који се више не производе
Севен ап Голд (енгл. 7 Up Gold) се продавао кратак временски период 1988. године и био је пикантан, слично Верноровом Џинџер Ејлу (енгл. Vernor's Ginger Ale). Иако је реклама за овај производ гласила „Нисам никад, нећу никад” (односећи се на кофеин), Севен ап Голд је у себи имао кофеин. Лансиран је са циљем да се освоји 1% колиног тржишта, што је у том периоду било 26,6 милијарди долара. Међутим, преузео је само 0,1% тржишта јер су људи били збуњени зашто би Севен ап рекламирао тамно обојено безалкохолно пиће са кофеином, па је престао да се производи. Севен ап Голд је у ствари Доктор Пеперов неискоришћен рецепт.
Севен ап Ајс Кола (енгл. 7 Up Ice Cola) је Пепсико лансирао 1995. за интернационално тржиште. То је била прозирна кола, у суштини препакован Кристал Пепси (енгл. Crystal Pepsi). Севен ап Ајс Кола није била популарна као што је предвиђано и престала је да се производи.
днЛ/Севен Апсајд Даун (енгл. dnL /7 Upside Down) је безалкохолно пиће које је производио Швепс у САД. Био је део Севен ап породице безалкохолних пића и лансиран је 2002. године. Лансиран је исте године као и други покушаји да се прошири асортиман безалкохолних пића новим производима, укључујући и Пепси Блу (енгл. Pepsi Blue), Доктор Пепер Ред Фјужн (енгл. Dr Pepper Red Fusion) и Ванила Коук (енгл. Vanilla Coke). Дискутабилно је да је имао лош маркетинг, али је остао на листи званичних производа компаније до 2005. године. Престао је са производњом 2006. године да би Севен ап Плус (енгл. 7 Up Plus) кренуо у производњу. Име производа потиче од тога да је „dnL” у ствари „7 Up” окренут наопако. Производ је, у ствари, сушта супротност Севен апа: док Севен ап нема кофеина ни боја и пакује се у зелене боце, днЛ садпжи кофеин и необично је зелене боје (слично боји Севен ап флаше) пакован у провидне флаше. Поврх тога, Севен ап има прилично стандардан укус лимуна и лимете, днЛ има цитрусан укус лимете са малим додатком лимуна.
Севен ап Цитрус Сплеш (енгл. 7 Up Citrus Splash) је био доступан у Канади и имао је укус цитруса, лимуна и лимете.
Севен ап Лемон Сквиз (енгл. 7 Up Lemon Squeeze) је био доступан у Канади и био је сличан Сијера Мист Лемон Сквизу (енгл. Sierra Mist Lemon Squeeze).
Севен ап Тропикал (енгл. 7 Up Tropical) је био доступан у Француској.
Севен ап Тропикал Сплеш (енгл. 7 Up Tropical Splash) је био доступан у Француској раних 2000.-тих година.
Севен ап Плус (енгл. 7 Up Plus) је линија пића са укусом воћа које је производио Швепс. Рекламирана је као здравија алтернатива која не садржи кофеин и има два грама карбохидрата по служењу као и 5% сока од јабуке, што је било неуобичајено за америчко тржиште газираних напитака. Заслађено је Сплендом (енгл. Splenda) и оригинални укус, Миксд Бери (енгл. Mixed Berry) је лансиран у лето 2004. године. Два додата укуса су додати линији - Чери (енгл. Cherry) и Ајленд Фрут (енгл. Island Fruit). У Ирској 2007. године Севен ап је ласирао линију вода са укусима.
Севен ап Помегранет (енгл. 7 Up Pomegranate) доступан је у САД једном годишње током празника. 
Севен ап Фрутаз (енгл. 7 Up Frootaz) има тропске укусе и био је доступан на Филипинима кратко током 2000.-тих година.
Севен ап Јарбабуена (енгл. 7 Up Yerbabuena) је био доступан само у Колумбији 2013. године.
Севен ап Х2ОХ! (енгл. 7 Up H2OH!) је слабо газирана вода која је била доступна у Латинској Америци, Малезији, Уједињеном Краљевству, Ирској током касних 2000.-тих година. У Бразилу се продавала под брендом Х2ОХ! и имала је разне укусе попут цитруса, лимете и јабуке, поморанџе.

## Кампање
Метални знакови за пешачки прелаз на којима је писало „Пиј Севен ап, безбедност на првом месту” су постављени у многим америчким градовима током 30.-тих година.
Фреди је био петао маскота за Севен ап током 50.-тих година. Давао је лекције гледаоцима како да испланирају успешне забаве и пикнике тако што имају доста Севен апа на дахват руке. Рекламе је режирао Дизни (енгл. Disney) дајући ликовима препознатљиве изгледе Дизнијевих јунака. Фреди је описан као хибрид петла Панћито Пистолс (енгл. Panchito Pistoles) из Три коњаника (енгл. The Three Caballeros) и Аракуан птице (енгл. Aracuan Bird) из истог филма. Често се облачио у људску одећу. Греди се такође појавио у рекламама у време серије Зоро (енгл. Zorro). Овде се борио против Пита мачке (енгл. Pete the Cat) који се појавио у пар рекламних кампања и коме је глас давао Паул Фрис.
Седамдесетих и осамдесетих година, Џофри Холдер се појавио у телевизијским рекламама као део Севен апове „Не Кола” кампање која је имала за циљ да прикаже разлике између Севен апа и других безалкохолних газираних пића на тржишту.
Севен ап је лансирао Спот, црвени кружић на логоу који је постао маскота 1987. године. Лик је врло често коришћен у рекламама  и другим кампањама попут видео игрице Кул Спот (енгл. Cool Spot).
Телевизијски лик Фидо Дидо је био маскота од касних 80.-тих до раних 90.-тих година, а поново се појавио на међународном тржишту раних 2000.-тих година.